# Slunečná (seriál)

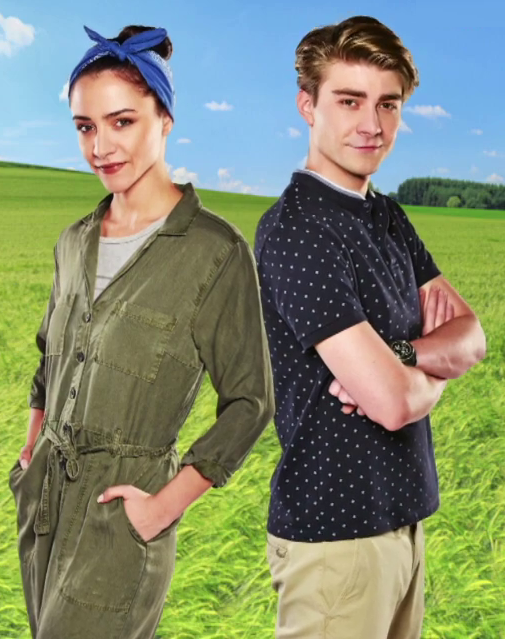
Hlavní představitelé seriálu, Eva Burešová a Marek Lambora

Slunečná je český komediální a vztahový televizní seriál, který měl premiéru 11. ledna 2020 na stanici Prima. První díl nazvaný „Sázka“ byl nejsledovanějším pořadem dne (1,28 miliónů diváků starších 15 let) a překonal konkurenční pořad České televize Peče celá země. V úterý 14. ledna 2020 porazil i seriál Ordinace v růžové zahradě 2 (1,051 miliónů diváků starších 15 let). Natáčení seriálu bylo zahájeno v srpnu 2019. Slunečná nahradila ve vysílání seriál Krejzovi. Sponzoring u seriálu Slunečná je ke dni 4. února 2020 nejdražším z pořadů televize Prima. Seriál má podle dostupných dat ke dni 14. února 2020 nejvyšší odloženou sledovanost na počítačích i v TV. Na Slovensku seriál vysílala televize JOJ od 25. srpna 2020 do 4. září 2020 pod názvem Slnečná, byly odvysílány jen 4 díly kvůli nízké sledovanosti. Dne 22. října 2021 začala seriál vysílat maďarská stanice ATV pod názvem Napfényes falunk, což lze volně přeložit jako „Naše slunná vesnice“, a to s maďarským dabingem.

## Děj

### První řada
Vše začíná na pohřbu Martina Popelky (Ota Jirák) – otce dvou sester Týny (Eva Burešová) a Sylvy (Barbora Jánová), které se musejí začít starat o jejich společný statek v obci Slunečná, kde s nimi žije řada lidí. Hospodyně Běta (Iva Hüttnerová), která obě sestry vychovávala a zastupovala roli matky. Kromě Běty zde žijí i další zaměstnanci statku jako jsou bývalá prostitutka Róza (Lucie Benešová), bývalý zlodějíček Tony (Roman Tomeš), bývalý alkoholik profesor Kohout (Jan Šťastný), který je zamilovaný do Rózy a otec dvou malých chlapců – Matěje a Vojty, Tomáš Burian (Filip Blažek). Sylva chce statek prodat a vrátit se do Prahy. Týna chce statek udržet za každou cenu.
Život ve Slunečné zpestřují hospodští štamgasti a vtipálci Aleš Řehák (Norbert Lichý), Radek Dolejš (Leoš Noha) a Pavel Slanina (Karel Zima), kteří dennodenně vysedávají na pivku v hospodě přímo na statku. Občas se k ním přidávají i Slaninův otec (Milan Slepička) a hajný Jan Rokyta (Josef Polášek), který neustále svojí manželku podvádí.
Dále se zde vyskytují vesnické drbny, manželky štamgastů (Martina Preissová, Eva Decastelo a Jana Stryková).
Mezitím se v Praze chystá mladý milionář Janek Linhart (Marek Lambora) do Slunečné na cyklistický závod společně se svým společníkem a bratrancem Romanem (Filip Tomsa) a nejlepším kamarádem Vilémem (Lukáš Langmajer), který je zároveň i jeho osobní řidič. Na statku se Janek zakouká do Týny a s Vildou uzavřou sázku o tom, že Janek získá Týnu, ale nesmí ji okouzlit svými penězi a proto se bude vydávat za Vildu a Vilda za Janka. Díky této sázce se později Sylva na oko zamiluje do Vildy, o kterém si myslí, že je Janek a zneužívá jeho financí.
Postupně se Janek s Týnou sbližují, ač navzdory, že oba dva mají partnery. Janek má mladou DJ Denisu (Veronika Arichteva, později Eva Josefíková) a Týna chodí s bratrem své nejlepší kamarádky Julči (Lucie Polišenská), Štěpánem (Jan Plouhar). Život však Týně komplikuje její sestra Sylva, která pořád intrikuje stejně jako Štěpánova matka Lída (Dana Batulková). Jankův život také není snadný, protože jeho bratranec Roman není tak schopný a Janek za něj musí často řešit jeho pracovní nedostatky za pomoci jeho oddané asistentky Hany (Eva Holubová). Do vedení firmy občas zasahuje také Jankův otec John (Maroš Kramár), který tráví většinu svého času na svoji jachtě v Monaku s mladými děvčaty a alkoholem.

### Druhá řada
Jednoho dne se John zamiloval právě do o několik let mladší Denisy, přivedl jí do jiného stavu, čekali spolu dítě a den před svatbou zbaběle utekl. Janek ho hodně dlouho hledal, až jej nakonec našel v jeho rodné vsi na Slovensku. Bohužel na krátkou dobu ztratil paměť, která se mu ale pak vrátila, na všechno a na všechny, včetně Denisy, si vzpomněl a jakmile se jemu a Denise narodilo dítě (dostala jméno Hanička po jeho dlouholeté kolegyni a spolupracovnici Haně) tak se John stal pyšným dvojnásobným otcem, ovšem posléze se dozvěděl, že má právě se svojí kolegyní Hanou dospělou nemanželskou dceru Annu, která začala u nich ve firmě Solange pracovat.
John má ve výsledku tři děti, i když na začátku seriálu to vypadalo, že má jen jedno. Avšak každé má s jinou matkou – Annu s Hanou, narozenou roku 1987 (Anna), Janka narozeného v roce 1990 nebo 1991, kterému matka kdysi zemřela a Haničku s Denisou Kánskou, která se narodila roku 2021.
Syn starosty Štěpán Vacek se opil žalem, jelikož ho jeho přítelkyně (od Týny sestra Sylva) opustila. Začala potom vlivem nadměrného pití alkoholu Štěpánovi selhávat ledvina a bylo nutné mu transplantovat ledvinu. Z toho důvodu jeho otec František Vacek (Ondřej Pavelka), starosta Slunečné jde na testy, kde naneštěstí zjistí, že není jeho biologický otec. Později se ukáže, že Štěpánovi ledvinu daruje jeho biologický otec, právě Frantův nejlepší kamarád Leoš Kratina (David Prachař), který měl kdysi poměr s Lídou. Tato událost vedla ke sporům a konfliktům mezi oběma dříve spřátelenými rodinami Vacků a Kratinů. Franta to nedokázal Lídě odpustit, že mu lhala a celé ty roky mu neřekla, že Štěpán není jeho, že se narodil jako kukačka a Jana (Tereza Brodská) nedokázala Leošovi odpustit, že jí za celé ty roky zatajil, že má s Lídou nemanželského syna. Lída se opakovaně Frantovi omlouvala, že jí to moc mrzí, že tahle událost se stala v době, jak chodila s Leošem, kdysi dávno, ještě něž Frantu poznala a to samé se snažil vysvětlil Leoš Janě, že se to stalo v době, jak jí ještě neznal, ale bohužel ani Franta ani Jana jím to nedokázali odpustit, to zatajení brali jako nevěru.
Náhle se ale vynořila Leošova matka Valentýna (Libuše Švormová), která přijela z Rumunska a chtěla nastolit v rodině pořádek, aby se Leoš a Jana nerozváděli kvůli majetku. Tak Leoš s Janou hráli před Valentýnou divadlo, že se jako usmířili, aby se jí zbavili. Nakonec po delší době se Leoš a Jana dali zase dohromady, ale s Frantou to začalo jít z kopce, protože nový starosta Slunečné, Jankův neoblíbený bratranec Roman Maxa, se stal novým starostou a začal si kupovat místní obyvatele (hlavně trojici štamgastů) pivem a gulášem zdarma na slavnostech. Lída už se na to nemohla dívat, chtěla dokázat Frantovi, že ho pořád miluje, tak Maxovi jeho plány překazila, vtrhla na slavnost, před všema Maxu ztrapnila, že je špatný starosta, který si je jen kupuje a že jeho podnikání není v žádném případě tak čisté. Právě skrze tuhle událost Slunečné došlo, co je Maxa vlastně zač a uvědomili si, že Franta jako starosta nebyl špatný, začalo se jím po něm stýskat. Tak Frantovi došlo, že Lídu to mrzí, tak se dali zase dohromady, usmířili se i s Kratinovými a pak Franta místo starosty zase získal zpátky. Ale uražený Maxa mezitím kuje další pikle.
Do Slunečné zavítal i Jakub (Jan Dolanský), který se vrátil z vězení, dozvěděl se že je vážně nemocný, zahodil už veškeré šance a smířil se se svým osudem. Chtěl ale udělat dobrý skutek a finančně zabezpečit svého bráchu Tonyho, který se měl brzo ženit. Tak Jakub začal krást auta pro Zavařila. Karolína dá však upozornění policii a Běta zdrží na statku Kubu. Zavařil a jeho poskoci jsou chyceni. Kuba však byl na statku a nic se mu tedy nestalo. Zavařil se mu chce pomstít. To mu však nevyjde a policie má proti němu důkazy. Kuba později však na svoji nemoc bohužel zemřel.
Zdeněk Vacek si najde mladou ženu, o které si Lída myslí, že je to zlatokopka. A snaží se Zdeňka zbavit ji.
Janek pak začal mít strach, že jeho obchodní partner, Jugoslávský mafián Predrag (Predrag Bjelac), se kterým má vyřízené účty zabije jeho nejbližší, tak se Janek rozešel s Týnou a našel si jako naoko novou přítelkyni aby si Predrac myslel, že nemá s Týnou už nic společného a mohl tím odpoutat jeho pozornost. Ovšem ta Jankova nová přítelkyně Eva Kozáková (Vanda Chaloupková) byla ve skutečnosti agentka, která měla Janka chránit.

## Obsazení
| Eva Burešová                        | Kristýna „Týna“ Linhartová (roz. Popelková) – majitelka statku, sestra Sylvy, manželka Janka se kterým má tři dcery Aničku, Haničku a Janičku |
| Barbora Jánová                      | Sylvie „Sylva“ Fialová (roz. Popelková) – realitní makléřka a sestra Týny, manželka Vildy                                                     |
| Marek Lambora                       | Jan „Janek“ Linhart ml. – podnikatel, milionář, manžel Týny se kterou má tři dcery Aničku, Haničku a Janičku , spolumajitel sanatoria         |
| Lukáš Langmajer                     | Vilém „Vilda“ Fiala – Jankův nejlepší kamarád a řidič, manžel Sylvy                                                                           |
| Adéla Dobešová                      | Barbora „Babu“ Fialová (dříve Popelková)– dcera Sylvy a expatrnera                                                                            |
| Ota Jirák                           | Martin Popelka – zesnulý otec Týny a Sylvy Popelkových                                                                                        |
| Jan Plouhar                         | Štěpán Vacek – bratr Julie Kabátové |
| Ondřej Pavelka                      | František „Franta“ Vacek – staronový starosta, otec Julie a Štěpána, manžel Lídy                                                              |
| Dana Batulková                      | Ludmila „Lída“ Vacková (roz. Topičová) – matka Štěpána a Julie, manželka Franty, nová starostka                                               |
| Lucie Polišenská                    | Julie „Julča“ Kabátová (roz. Vacková) – nejlepší kamarádka Týny Popelkové, manželka Martina Kabáta                                            |
| Martin Sitta                        | Martin Kabát – veterinář a manžel Julči |
| Václav Knop                         | MUDr. Zdeněk Vacek – lékař, otec Franty |
| Regina Rázlová                      | Božena „Bona“ Topičová – matka Lídy Vackové                                                                                                   |
| Markéta Hrubešová                   | Diana Stránská, bývalá přítelkyně Zdeňka Vacka, zlatokopka, podvodnice, exsnoubenka Johna Linharta                                            |
| Tereza Brodská                      | Jana Kratinová (roz. Janáková) – manželka Leoše, matka Pavla a Jany Kratinových                                                               |
| David Prachař                       | Leoš Kratina – manžel Jany, nejlepší kamarád Franty Vacka, otec Janičky a Pavla a biologický otec Štěpána Vacka                               |
| Lukáš Adam                          | Pavel Kratina – syn Jany a Leoše Kratinových                                                                                                  |
| Natálie Grossová                    | Jana „Janička“ Kratinová – dcera Jany a Leoše Kratinových                                                                                     |
| Libuše Švormová                     | Valentýna Negrescu – matka Leoše Kratiny žijící v Rumunsku                                                                                    |
| Vlasta Peterková                    | Vlasta Janáková – matka Jany Kratinové |
| Pavla Tomicová                      | Alena „Ála“ Konvičková – majitelka pojízdné prodejny                                                                                          |
| Filip Tomsa                         | Roman Maxa – bratranec Janka, manžel Kláry |
| Kateřina Klausová                   | Klára Maxová (roz. Matějková) – manželka Romana Maxy                                                                                          |
| Martin Zahálka                      | Miroslav Matějka – podnikatel a otec Kláry Maxové                                                                                             |
| Iva Hüttnerová                      | Alžběta „Běta“ Slavíčková – hospodyně na statku, má zázračné schopnosti                                                                       |
| Filip Blažek                        | Tomáš „Tom“ Burian – vdovec, který sám vychovává dva kluky Matěje a Vojtu                                                                     |
| Matyáš Sekanina                     | Matěj Burian – starší syn Toma |
| Matěj Pešek                         | Vojtěch „Vojta“ Burian – mladší syn Toma |
| Zdena Herfortová                    | Helena Plesníková – tchyně Toma, babička Vojty a Matěje                                                                                       |
| Roman Tomeš                         | Antonín „Tony“ Javůrek – bývalý vězeň, bydlí na statku                                                                                        |
| Jan Dolanský                        | Jakub „Kuba“ Javůrek – bratr Tonyho, exsnoubenec Sylvy a bývalý vězeň (zemřel v díle 110)                                                     |
| Jan Šťastný                         | prof. PhDr. Jaroslav Kohout – bývalý alkoholik, manžel Rózy                                                                                   |
| Lucie Benešová                      | Růžena „Róza“ Kohoutová (roz. Vodičková) – bývalá prostitutka, manželka profesora                                                             |
| Eva Holubová                        | Hana Schwartzmüllerová – sekretářka Janka, bývala kartářka v cirkusu, matka Anny Novotny                                                      |
| Zuzana Kajnarová                    | Anna Novotný – dcera Hany a Johna, zaměstnankyně v Solange                                                                                    |
| Jakub Barták                        | Filip Novotný – syn Anny, vnuk Johna a Hany                                                                                                   |
| Maroš Kramár                        | Jan „John“ Linhart st. – milionář a otec Janka, Anny a Haničky                                                                                |
| Veronika Arichteva / Eva Josefíková | Denisa Kánská – snoubenka Johna a Jankova bývalá přítelkyně                                                                                   |
| Karel Zima                          | Pavel Slanina – tesař, truhlář, otec Anežky a Kevina Slaninových                                                                              |
| Jana Stryková                       | Petra Slaninová – švadlena, matka Anežky a Kevina Slaninových                                                                                 |
| Milan Slepička                      | Josef Slanina – otec Pavla Slaniny |
| Claudie Zounarová                   | Anežka Slaninová – dcera Petry a Pavla Slaninových                                                                                            |
| Martina Preissová                   | Marie Řeháková – učitelka v mateřské školce                                                                                                   |
| Norbert Lichý                       | Aleš Řehák – zedník na volné noze |
| Eva Decastelo                       | Zuzana Dolejšová – cukrářka |
| Leoš Noha                           | Radek Dolejš – provozovatel vlastní autodopravy                                                                                               |
| Zuzana Decastelo                    | Zuzana „Zuzka“ Dolejšová – dcera Radka a Zuzany Dolejšových                                                                                   |
| Michael Decastelo                   | Michal Dolejš – syn Radka a Zuzany Dolejšových                                                                                                |
| Jiří Ployhar                        | Libor Dolejš – bratranec Radka Dolejše |
| Josef Polášek                       | Jan Rokyta – hajný a myslivec |
| Regina Řandová                      | Simona Rokytová – brigádnice v lese |
| Vojtěch Vodochodský                 | MVDr. Ivan Rokyta - syn Jana a Simony Rokytových, veterinář                                                                                   |
| Vladimír Polívka                    | MUDr. Lukáš Verner – doktor, embryolog, kamarád Janka                                                                                         |
| Denisa Nesvačilová                  | Karolína Bendová – bývalá obyvatelka statku, která se vrátila z Irska                                                                         |
| Kristýna Kociánová                  | Erika Janečková – nová obyvatelka statku, partnerka Toma                                                                                      |
| Alexandr Borodin                    | Luděk Honzák – investigativní novinář |
| Ivo Theimer                         | nadstrážmistr Jiří Votruba |
| Jan Antonín Duchoslav               | strážmistr Miroslav Vetrák |
| Simona Vrbická                      | Jana Maxová – matka Romana Maxy, sestra Johna                                                                                                 |
| René Slováčková                     | Dana Vernerová – matka Lukáše |
| Adam Vacula                         | Marek Svoboda – majitel reklamní agentury a kamarád Janka                                                                                     |
| Michael Vykus                       | Petr – daňový poradce a kamarád Romana |
| Ondřej Mataj                        | Libor – právník a kamarád Romana |
| Radim Novák                         | Václav „Vašek“ Satrapa, kamarád Štěpána Vacka, automechanik                                                                                   |
| Jarmila Vychodilová                 | Miroslava Novotná – obyvatelka Slunečné, důchodkyně                                                                                           |
| Olga Želenská                       | Mgr. Růžena Müllerová – sbormistryně a obyvatelka Slunečné                                                                                    |
| Mária Dolanská                      | Emílie Beranová – obyvatelka Slunečné |
| Natálie Stejskalová                 | Lenka – kosmetička a kamarádka Denisy |
| Martina Hekerová                    | Pavlína – modelka a kamarádka Denisy |
| Tereza Vodochodská                  | Mirka – sekretářka v Solange |
| Markéta Chládková                   | Jarka Vokounová – barmanka na statku |
| Predrag Bjelac                      | Predrag – mafián |
| Zdeněk Vencl                        | Martin Krpálek – lesník a štamgast |
| Petr Štěpán                         | Milan Nedělka – bývalý přítel Rózy Kohoutové                                                                                                  |
| Radim Madeja                        | Jindřich Zavařil – podnikatel v zemědělství a podvodník                                                                                       |
| Vanda Chaloupková                   | Eva Linhartová (roz. Kozáková) – bývalá manželka a bodyguardka Janka                                                                          |
| Romana Goščíková                    | Vlasta Nedvědová - spolupracovnice Predraga                                                                                                   |
| Jarek Hylebrant                     | MUDr. Jiří Jonáš, milenec Sylvy |
| Michal Slaný                        | Vladimír Blažek – bývalý ženatý milenec Sylvy a biologický otec Babu                                                                          |
| Gustav Bubník                       | Radim Svoboda |

## Seznam dílů
| Řada | Díly | Premiéra v ČR  | Premiéra v ČR   |
| Řada | Díly | První díl      | Poslední díl    |
| ---- | ---- | -------------- | --------------- |
| 1    | 35   | 11. ledna 2020 | 23. června 2020 |
| 2    | 83   | 25. srpna 2020 | 29. června 2021 |
| 3    | 42   | 31. srpna 2021 | 22. února 2022  |

## Slunečné léto
V červenci roku 2020 zveřejnila FTV Prima na sociálních sítích hudební klip s názvem „Slunečné léto“, který má v srpnu roku 2020 na YouTube více než 1 milion zhlédnutí. Zároveň celé letní prázdniny roku 2020 jezdili po Česku herci ze Slunečné takzvaným Slunečným busem. Datum akce byl vždy zveřejněn na sociálních sítích několik dnů předem.

## Kritika
- Mirka Spáčilová, iDNES.cz  45 %[11]
- Česko-Slovenská filmová databáze  35 %[12]
- SerialZone.cz  68 %[13]